# THREE WORDS
《THREE WORDS》（韓語：세 단어；中文：三個詞）是韓國第一代男子音樂組合水晶男孩第二張數位單曲，為組合於2016年5月11日加入YG娛樂重啟活動後發表的首張單曲。韓語版由YG娛樂製作、Genie音樂發行，於2016年10月7日韓國時間午夜0時通過各大數位音樂網站公開線上音源，其後收錄於重新錄音專輯《2016 Re-ALBUM》，作為專輯版本的Bonus Track；日語版則收錄於日本出道專輯《THE 20TH ANNIVERSARY -Japan Edition-》，由所屬經紀公司YG娛樂與日本唱片公司AVEX共同創立的公司YGEX製作發行，在2017年7月19日提供數碼音樂下載及發行實體專輯。

## 背景
早於2016年8月31日，YG娛樂相關人士便透露水晶男孩已完成新曲錄音，並將於9月10日至11日舉行的大型演唱會「YELLOW NOTE」上首度公開新曲。惟於9月4日，YG娛樂代表梁鉉錫在其個人Instagram專頁公開發給水晶男孩成員的集體短信內容，透露Epik High成員Tablo及FUTURE BOUNCE成員P.K、Dee.P已為水晶男孩製作了另一首新曲（即此單曲《THREE WORDS》），而水晶男孩成員亦於翌日完成錄音，並將在演唱會上改為演唱此歌曲，較早前完成錄製的新曲則延期發表。
2017年4月27日，水晶男孩於新專輯《THE 20TH ANNIVERSARY》發表前夕舉行記者會，其中隊長殷志源提及新專輯主打歌之一〈SAD SONG〉為〈THREE WORDS〉發表前便已完成錄製的歌曲。該專輯於4月28日下午6時通過各大數碼音樂網站公開線上音源，實體專輯則於4月29日發售。

## 詞曲創作
《THREE WORDS》是一首中等節奏的歌曲，由Epik High成員Tablo親自作詞作曲，並由YG製作團隊FUTURE BOUNCE參與編曲和作曲，歌詞講述離別後的戀人再次相聚相戀的故事。由於歌詞與時隔16年再次聚首的水晶男孩及粉絲的故事尤為相近，將離別後再次見到粉絲的感激展現得淋漓盡致，因此不僅引起粉絲的共鳴，還引發大眾的感性。

## 宣傳與發行
2016年10月5日，YG娛樂於官方部落格公開「WHO'S NEXT?」海報，引起粉絲熱烈討論，其後YG娛樂宣佈此次回歸的歌手為水晶男孩。翌日，YG娛樂再於官方部落格公開兩張預告海報，宣佈水晶男孩將於10月7日午夜0時發表數位單曲《THREE WORDS》。
10月7日午夜0時，數位單曲《THREE WORDS》正式開放下載，音樂錄影帶則於官方YouTube頻道同步公開。

## 商業成績
《THREE WORDS》於2016年10月7日午夜0時通過各大數位音樂網站公開，新曲推出後首小時便在包括韓國最大音源網站MelOn在內的五大網站空降第一，推出後七小時在韓國八大音源網站均取得實時排名第一，MelOn和Genie的實時排行榜都曾破表三次；發行十小時在海外多個國家和地區的iTunes主要單曲流行榜也名列前茅，其中台灣位列第一，香港第二。
10月9日，單曲僅以累計發表兩天的成績奪得Gaon Chart該週（10月2日—10月8日）的數位排行榜週榜冠軍。11月10日，Gaon Chart公佈十月份數位綜合榜成績，《THREE WORDS》繼週榜後再奪下月榜冠軍。
12月22日，美國音樂榜單Billboard公開「2016年度二十大最佳K-Pop歌曲：樂評家之選（20 Best K-Pop Songs of 2016: Critic's Picks）」榜單，水晶男孩以歌曲《THREE WORDS》入圍該榜單第十九名。

## 版本
| 韓語版 | 韓語版                 | 韓語版 | 韓語版               | 韓語版        | 韓語版 |
| 曲序   | 曲目                   |        | 作曲                 | 编曲          | 时长   |
| ------ | ---------------------- | ------ | -------------------- | ------------- | ------ |
| 1.     | 세 단어（THREE WORDS） | Tablo  | Tablo、FUTURE BOUNCE | FUTURE BOUNCE | 4:03   |

| 日語版 | 日語版                         | 日語版 | 日語版               | 日語版        | 日語版 |
| 曲序   | 曲目                           |        | 作曲                 | 编曲          | 时长   |
| ------ | ------------------------------ | ------ | -------------------- | ------------- | ------ |
| 1.     | THREE WORDS -Japanese Version- | Zero   | Tablo、FUTURE BOUNCE | FUTURE BOUNCE | 4:04   |

## 發行歷史
| 發行地區 | 發行日期      | 發行形式     | 製作公司 | 發行公司  |
| 全球     | 2016年10月7日 | 數位音樂下載 | YG娛樂   | Genie音樂 |
|          | 2016年12月6日 | CD           | YG娛樂   | Genie音樂 |
| 日本     | 2017年7月19日 | 數位音樂下載 | YGEX     | avex trax |
| 日本     | 2017年7月19日 | CD           | YGEX     | avex trax |
| 日本     | 2017年7月19日 | CD+DVD       | YGEX     | avex trax |

## 音樂錄影帶
《THREE WORDS》的音樂錄影帶由YG娛樂代表梁鉉錫親自剪輯，影片中紀錄了水晶男孩在2000年舉行的「夢想演唱會」的告別舞台，以及16年後成員們聚在一起準備新曲錄製和單獨演唱會的過程。音樂錄影帶釋出8小時後，觀看次數突破2萬3千次；截至10月9日下午4時，觀看次數達到73萬次。
| 順序 | 首播日期      | 歌曲名稱                       | 官方影片               |
| 1    | 2016年10月7日 | 세 단어（THREE WORDS）/ 三個詞 | （页面存档备份，存于） |
| 2    | 2017年7月5日  | THREE WORDS -Japanese Version- | （页面存档备份，存于） |

## 榜單成績

### Gaon Chart
| 地區                     | 榜單       | 類型       | 停留時間               | 最高位置 | 參考資料 |
|                          | Gaon單曲榜 | 單曲週榜   | 2016年10月2日－10月8日 | #1       | [ 24 ]   |
| 2016年10月9日－10月15日  | Gaon單曲榜 | 單曲週榜   | [ 25 ]                 | #1       |          |
| 2016年10月16日－10月22日 | Gaon單曲榜 | 單曲週榜   | [ 26 ]                 | #1       |          |
| 2016年10月23日－10月29日 | Gaon單曲榜 | 單曲週榜   | [ 27 ]                 | #1       |          |
| 2016年10月30日－11月5日  | Gaon單曲榜 | 單曲週榜   | [ 28 ]                 | #1       |          |
| 2016年11月6日－11月12日  | Gaon單曲榜 | 單曲週榜   | [ 29 ]                 | #1       |          |
| 2016年11月13日－11月19日 | Gaon單曲榜 | 單曲週榜   | [ 30 ]                 | #1       |          |
| 2016年11月20日－11月26日 | Gaon單曲榜 | 單曲週榜   | [ 31 ]                 | #1       |          |
| 2016年11月27日－12月3日  | Gaon單曲榜 | 單曲週榜   | [ 32 ]                 | #1       |          |
| 2016年12月4日－12月10日  | Gaon單曲榜 | 單曲週榜   | [ 33 ]                 | #1       |          |
| 2016年12月11日－12月17日 | Gaon單曲榜 | 單曲週榜   | [ 34 ]                 | #1       |          |
| 2016年12月18日－12月24日 | Gaon單曲榜 | 單曲週榜   | [ 35 ]                 | #1       |          |
| 2016年12月25日－12月31日 | Gaon單曲榜 | 單曲週榜   | [ 36 ]                 | #1       |          |
| 2017年1月1日－1月7日     | Gaon單曲榜 | 單曲週榜   | [ 37 ]                 | #1       |          |
| 單曲月榜                 | Gaon單曲榜 | 2016年10月 | #1                     | [ 38 ]   |          |
| 單曲月榜                 | Gaon單曲榜 | 2016年11月 | #1                     | [ 39 ]   |          |
| 單曲月榜                 | Gaon單曲榜 | 2016年12月 | #1                     | [ 40 ]   |          |

### 音樂節目榜單排名
| 主打歌曲排名成績                                                                           | 主打歌曲排名成績                      | 主打歌曲排名成績    | 主打歌曲排名成績       | 主打歌曲排名成績      | 主打歌曲排名成績     | 主打歌曲排名成績            | 主打歌曲排名成績 |
| 歌曲                                                                                       | SBS 《人氣歌謠》                      | KBS2 《Music Bank》 | MBC 《Show! 音樂中心》 | Mnet 《M! Countdown》 | SBS MTV 《THE SHOW》 | MBC Music 《Show Champion》 | 備註             |
| ------------------------------------------------------------------------------------------ | ------------------------------------- | ------------------- | ---------------------- | --------------------- | -------------------- | --------------------------- | ---------------- |
| 세 단어（THREE WORDS）/ 三個詞                                                             | 4                                     | 4                   | /                      | /                     | /                    | /                           |                  |
| \| - 「(1)」：兩星期冠軍 - 「[1]」：三星期冠軍 \| - 「{1}」：四星期冠軍 - 「*」：打榜中 \| |                                       |                     |                        |                       |                      |                             |                  |
| - 「(1)」：兩星期冠軍 - 「[1]」：三星期冠軍                                                | - 「{1}」：四星期冠軍 - 「*」：打榜中 |                     |                        |                       |                      |                             |                  |